# Hiroto Yamada
Pour les articles homonymes, voir Yamada.
Hiroto Yamada (山田 寛人, , Yamada Hiroto), né le 7 mars 2000 à Nagoya au Japon, est un footballeur japonais qui évolue au poste d'attaquant au Sagan Tosu.

## Biographie

### En club
Né à Nagoya dans la préfecture d'Aichi au Japon, Hiroto Yamada est formé par le Cerezo Osaka, qu'il rejoint en 2015. Le 29 septembre 2017 est annoncé sa promotion en équipe première en vue de la saison suivante.
Il commence sa carrière professionnelle avec ce club, jouant son premier match le 6 mars 2018, lors d'une rencontre de Ligue des champions de l'AFC contre Buriram United. Il est titularisé et son équipe s'incline par deux buts à zéro,.
Le 7 février 2020, Hiroto Yamada est prêté au Vegalta Sendai pour une saison.
Yamada inscrit son premier but pour le Vegalta Sendai le 8 juillet 2020, lors d'une rencontre de championnat face au Urawa Red Diamonds. Titularisé, il marque le but égalisateur de son équipe, mais ne peut empêcher les siens de s'incliner (1-2 score final)
En janvier 2023, Yamada rejoint de nouveau le Vegalta Sendai pour une saison, en prêt. Le transfert est annoncé dès le 30 novembre 2022.
Le 7 janvier 2025, Hiroto Yamada quitte définitivement le Cerezo Osaka pour rejoindre le Sagan Tosu.

### En sélection
Il est retenu avec l'équipe du Japon des moins de 17 ans pour participer à la Coupe du monde des moins de 17 ans en 2017. Lors du mondial junior organisé en Inde, il joue deux matchs dont un comme titulaire. Le Japon s'incline en huitièmes de finale face à l'Angleterre, après une séance de tirs au but.